# Grasby
Grasby – wieś i civil parish w Anglii, w hrabstwie ceremonialnym Lincolnshire, w dystrykcie West Lindsey. Leży 36 km na północ od Lincoln i 226 km na północ od Londynu.
W 2011 roku civil parish liczyła 480 mieszkańców. Grasby jest wspomniana w Domesday Book (1086) jako Gros(e)bi.